# Жванія Важа Бердийович
Важа Бердийович Жванія (груз. ვაჟა ჟვანია; нар. 5 листопада 1960, Тбілісі, Грузинська РСР) — радянський та грузинський футболіст, нападник. Майстер спорту СРСР міжнародного класу (1981).

## Життєпис
Вихованець тбіліської ДЮСШ «Аваза», перший тренер — Михайло Месхі. У першості СРСР грав за «Динамо» Тбілісі (1978-1984, 1987), «Динамо» Батумі (1985, 1988-1989), «Металург» Руставі (1986), «Шевардені» (1987-1988). У першості Грузії — за «Шевардені-1906» (1990), ТДУ Тбілісі (1990), «Динамо» Тбілісі (1991-1992).
Бронзовий призер чемпіонату СРСР 1981 року. У переможному для «Динамо» Кубку володарів кубків 1980/81 зіграв два матчі.
Учасник молодіжного чемпіонату Європи 1982 року.
У 1995 році працював головним тренером «Динамо» (Тбілісі). Згодом очолив Союз ветеранів та фонд захисту футболістів Грузії.